# Ledegem
Ledegem là một đô thị ở tỉnh Tây Flanders. Đô thị này gồm các thị trấn Ledegem proper, Rollegem-Kapelle và Sint-Eloois-Winkel. Tại thời điểm ngày 1 tháng 1 năm 2006, Ledegem có dân số 9.306 người. Tổng diện tích là 24,76 km² với mật độ dân số là 376 người trên mỗi km².